# Liliane Tiger
Liliane Tiger (13 marzo 1985) è un'ex attrice pornografica ceca.
Liliane è stata vittima di Pierre Woodman e del suo - gruppo di trafficanti - che l'hanno attirata in un servizio di lingerie nel 2002. Ha girato la sua prima scena nel 2003, all'età di 17 anni, e l'ultima nel dicembre 2005. 

## Premi
- AVN Award 2005 – Nomination come Female Foreign Performer of the Year[2]
- AVN Award 2006 - Nomination come Female Foreign Performer of the Year[3]
- AVN Award 2007 – Nomination come Best Sex Scene in a Foreign-Shot Production – Rocco's More Sluts in Ibiza[4]
- AVN Award 2007 – Nomination come Female Foreign Performer of the Year[4]
- AVN Award 2008 – nomination come Female Foreign Performer of the Year[5]